# Komiksy opublikowane przez Egmont Polska
Lista publikacji komiksowych wydawnictwa Egmont Polska.

## Samodzielne serie komiksowe
- Alpha – różni autorzy
- Anachron – Thierry Cailleteau (scenariusz) i Joël Jurion (rysunki)
- ApokalipsoMania – Laurent-Frédéric Bollée (scenariusz) i Philippe Aymond (rysunki)
- Aquablue – różni autorzy
- Armada – Jean-David Morvan (scenariusz) i Philippe Buchet (rysunki)
- Asteriks – René Goscinny (scenariusz) i Albert Uderzo (rysunki)
- Barbarzyńcy – Rafał Urbański (scenariusz) i Janusz Ordon (rysunki)
- Baśnie – różni autorzy
- Albumy z serii Batman – różni autorzy
- B.B.P.O. – różni autorzy
- Calvin i Hobbes – Bill Watterson
- Conan – różni autorzy
- Cygan – Thierry Smolderen (scenariusz) i Enrico Marini (rysunki)
- Dilbert – Scott Adams
- Drapieżcy – Jean Dufaux (scenariusz) i Enrico Marini (rysunki)
- Dylan Dog – różni autorzy
- Dziedzic – Ron Marz (scenariusz) i Jim Cheung (rysunki)
- Gail – Piotr Kowalski
- Gatecrasher – Mark Waid, Jimmy Palmiotti (scenariusz) i Amanda Conner (rysunki)
- Gigant Mamut – różni autorzy
- Gigant Poleca – różni autorzy
- Gwiezdny zamek –  Alex Alice
- Halloween Blues – Mythic (scenariusz) i Kas (rysunki)
- Hellblazer – różni autorzy
- Hellboy – różni autorzy
- Incal – Alejandro Jodorowsky (scenariusz) i Moebius, Zoran Janjetov (rysunki)
- Inhumans – Paul Jenkins (scenariusz) i Jae Lee (rysunki)
- Iznogud – René Goscinny (scenariusz) i Jean Tabary (rysunki)
- Jeremi – Jerry Scott (scenariusz) i Jim Borgman (rysunki)
- Jeż Jerzy – Rafał Skarżycki (scenariusz) i Tomasz Leśniak (rysunki)
- Kajko i Kokosz – Janusz Christa
- Kaczogród. Carl Barks – Carl Barks
- Kasta Metabaronów – Alejandro Jodorowsky (scenariusz) i Juan Giménez (rysunki)
- Kaznodzieja – Garth Ennis (scenariusz) i Steve Dillon (rysunki)
- Książę Nocy – Yves Swolfs
- Komiksy z Kaczogrodu – różni autorzy
- Kukabura – Didier Crisse
- Lanfeust w kosmosie – Scotch Arleston (scenariusz) i Didier Tarquin (rysunki)
- Lanfeust z Troy – Scotch Arleston (scenariusz) i Didier Tarquin (rysunki)
- Liga Niezwykłych Dżentelmenów – Alan Moore (scenariusz) i Kevin O’Neill (rysunki)
- Lorna – Alfonso Azpiri
- Lucyfer – Mike Carey (scenariusz) i różni artyści (rysunki)
- Lucky Luke – różni autorzy
- Mały Sprytek – Tome (scenariusz) i Janry (rysunki)
- MegaGiga – różni autorzy
- Megalex – Alejandro Jodorowsky (scenariusz) i Fred Beltran (rysunki)
- Meridian – Barbara Kessel (scenariusz) i Joshua Middleton (rysunki)
- Mikropolis – Dennis Wojda (scenariusz) i Krzysztof Gawronkiewicz (rysunki)
- Muminki – Tove Jansson (rysunki)
- Miasto Grzechu – Frank Miller
- Murena – Jean Dufaux (scenariusz) i Philippe Delaby (rysunki)
- Nathan Never – różni autorzy
- Ognie Askellu – Scotch Arleston (scenariusz) i Jean-Louis Mourier (rysunki)
- Pieśń strzyg – Éric Corbeyran (scenariusz) i Richard Guérineau (rysunki)
- Piotruś Pan – Régis Loisel
- Rewolucje – Mateusz Skutnik
- Sandman – Neil Gaiman (scenariusz) i różni artyści (rysunki)
- Skarga Utraconych Ziem – różni autorzy (wydanie zbiorcze 2009)
- Skorpion – Stephen Desberg (scenariusz) i Enrico Marini (rysunki)
- Sláine – Pat Mills (scenariusz) i różni artyści (rysunki)
- Albumy z serii Star Wars – różni autorzy
- Status 7 – Tobiasz Piątkowski, Robert Adler (scenariusz) i Robert Adler (rysunki)
- Storm – Martin Lodewijk (scenariusz)
- Strażnicy – Alan Moore (scenariusz) i Dave Gibbons (rysunki)
- Szninkiel – Jean Van Hamme (scenariusz) i Grzegorz Rosiński (rysunki) (wydanie zbiorcze 2009)
- Śpioch – Ed Brubaker (scenariusz) i Sean Phillips (rysunki)
- Świat Kukabury – Didier Crisse (scenariusz) i Nicolas Mitric (rysunki)
- Tajemnica Trójkąta – różni autorzy
- Technokapłani – Alejandro Jodorowsky (scenariusz) i Zoran Janjetov (rysunki)
- Tellos – Todd DeZago (scenariusz) i Mike Wieringo (scenariusz i rysunki)
- Tetralogia potwora – Enki Bilal
- Przygody Tintina – Hergé
- Thorgal – Jean Van Hamme, Yves Sente (scenariusz) i Grzegorz Rosiński (rysunki)
- Top 10(inne języki) – Alan Moore (scenariusz) i Gene Ha, Zander Cannon (rysunki)
- Trolle z Troy – Christophe Arleston (scenariusz) i Jean-Louis Mourier (rysunki)
- Trylogia Nikopola – Enki Bilal
- Trzeci Testament – Xavier Dorison (scenariusz) i Alex Alice (rysunki)
- Tymek i Mistrz – Rafał Skarżycki (scenariusz) i Tomasz Leśniak (rysunki)
- Ultimates – Mark Millar (scenariusz) i Brian Hitch (rysunki)
- Universal War One – Denis Bajram
- Usagi Yojimbo – Stan Sakai
- Vlad – Yves Swolfs (scenariusz) i Griffo (rysunki)
- Wayne Shelton – Jean Van Hamme (scenariusz) i Christian Denayer (rysunki)
- W.I.T.C.H. – różni autorzy
- W poszukiwaniu Ptaka Czasu – różni autorzy
- Wyprawa – Ron Marz (scenariusz) i Greg Land (rysunki)
- Yans – André-Paul Duchâteau (scenariusz) i Grzegorz Rosiński, Zbigniew Kasprzak (rysunki)
- Znak – Barbara Kesel (scenariusz) i Ben Lai (rysunki)

## Główne linie wydawnicze
- Linia wydawnicza Nowe DC Comics (2013–2017)
- Linia wydawnicza DC Odrodzenie (2017–2022)
- Linia wydawnicza Uniwersum DC (2019–2022)
- Linia wydawnicza DC Deluxe (od 2015)
- Linia wydawnicza Klasyki Marvela (od 2016)
- Linia wydawnicza Marvel Limited (od 2020)
- Linia wydawnicza Marvel Deluxe (od 2021)
- Linia wydawnicza Marvel Now! (2015–2018)
- Linia wydawnicza Marvel NOW! 2.0 (2018–2021)
- Linia wydawnicza Vertigo (DC Comics)

## Albumy
- Antologia Komiksu Polskiego – różni autorzy
- Czarna Wdowa: Pajęczyca – Devin Grayson (scenariusz) i Jeffrey G. Jones (rysunki)
- Człowiek w Probówce – różni autorzy
- Daredevil: Diabeł Stróż – Kevin Smith (scenariusz) i Joe Quesada (rysunki)
- Epoka Brązu – Eric Shanower
- Fantastyczna Czwórka: 1234 – Grant Morrison (scenariusz) i Jae Lee (rysunki)
- Fido i Mel: Na Kozetce – Michał Śledziński
- Green Arrow: Kołczan – Kevin Smith (scenariusz) i Phil Heste (rysunki)
- Green Lantern: Dziedzictwo Green Lanterna. Testament i ostatnia wola Hala Jordana – Joe Kelly (scenariusz) i Brent Anderson (rysunki)
- Kaczogród – różni autorzy
- Liga Obrońców Planety Ziemia – Karol Kalinowski
- Podróżnicy – MacLeod (scenariusz) i Kas (rysunki)
- Powstanie '44 w Komiksie – różni autorzy
- Pro – Garth Ennis (scenariusz) i Amanda Conner (rysunki)
- Spider-Man: Splątana Sieć – różni autorzy
- Trust. Historia Choroby – różni autorzy
- Vampirella: Nowheresville
- Wolverine – Chris Claremont (scenariusz) i Frank Miller (rysunki)
- W pustyni i w puszczy – Rafał Skarżycki (scenariusz) i Wiesław Dojlidko (rysunki)
- Wrzesień: Wojna Narysowana – różni autorzy

## Klasyka polskiego komiksu
- J. Christa: seria Kajtek i Koko
- H.J. Chmielewski: Seria Tytus, Romek i A’Tomek
- S. Pawel: seria Jonka, Jonek i Kleks
- B. Polch, M. Parowski, J. Rodek: Funky Koval
- T. Baranowski: różne pozycje
- B. Butenko: To ja, Gapiszon

## Klub Dziewczyn / Klub Kawalarzy
- Titeuf – Philippe Chappuis
- Kid Paddle – Michela Ledent
- Lou! – Julien Neel

## Klub Mangi
- Mon-star Attak
- Brzoskwinia
- Eden
- Exaxxion
- Gundam Wing
- Gunsmith Cats
- InuYasha
- Kamikaze kaitō Jeanne
- Kenshin
- Miecz nieśmiertelnego
- Ranma ½
- Skrzydła Serafina
- Takamagahara

## Mistrzowie Komiksu
- Western – Jean Van Hamme (scenariusz) i Grzegorz Rosiński (rysunki)
- Polowanie – Pierre Christin (scenariusz) i Enki Bilal (rysunki)
- Sędzia Dredd: Fetysz – John Smith (scenariusz) i Siku (rysunki)
- Gwiazda Pustyni – Stephen Desberg (scenariusz) i Enrico Marini (rysunki)
- Krwawe Gody – Jean Van Hamme (scenariusz) i Hermann (rysunki)
- Falangi Czarnego Porządku – Pierre Christin (scenariusz) i Enki Bilal (rysunki)
- Nowy Jork – Jean Van Hamme (scenariusz) i Hermann (rysunki)
- Biały koszmar. Szalony Erektoman – Jean Giraud
- Hard Boiled – Frank Miller (scenariusz) i Geof Darrow (rysunki)
- HP i Guseppe Bergman – Milo Manara
- Martha Washington: Jej życie i czasy wiek XXI – Frank Miller (scenariusz) i Dave Gibbons (rysunki)

## Obrazy Grozy
- Hellraiser 2
- Sandman: Senni Łowcy
- Baśnie z 1001 Nocy Kólowej Snieżki
- Boże, Błogosław Królową

## Sensacja
- Largo Winch 1-4 – Jean Van Hamme (scenariusz) i Philippe Francq (rysunki)
- Largo Winch 5-8 – Jean Van Hamme (scenariusz) i Philippe Francq (rysunki)
- Wydział Lincoln – Emmanuel Herzet (scenariusz) i Piotr Kowalski (rysunki)

## Science Fiction
- Aldebaran – Leo
- Wieczna wojna – Joe Haldeman (scenariusz) i Marvano (rysunki)
- Betelgeza – Leo
- Sky Doll – Alessandro Barbucci i Barbara Canepa

## Plansze Europy
- Dziadek Leon
- Towarzysze Zmierzchu
- Blueberry
- Pirat Izaak
- Czwarta Moc
- Indyjska włóczęga

## Wiek XX / XXI wiek
- Niebo nad Brukselą – Bernar Yslaire
- Deogratias – Jean-Philippe Stassen
- Berlin – Marvano